# 乃木坂46のオールナイトニッポン
『乃木坂46のオールナイトニッポン』（のぎざかフォーティシックスのオールナイトニッポン）は、ニッポン放送をキーステーションに全国36局ネットで放送されているラジオ番組。2019年4月4日（3日深夜）より放送を開始した。
乃木坂46の冠ラジオ番組で、2022年2月10日（9日深夜）までは新内眞衣が、同年2月17日（16日深夜）からは久保史緒里がレギュラーパーソナリティを務める。

## 概要
『AKB48のオールナイトニッポン』（AKB48のANN）に代わり、2019年4月から当時間帯を乃木坂46が担当する。初代パーソナリティは、当番組開始までに『乃木坂46 新内眞衣のオールナイトニッポン0(ZERO)』のパーソナリティを3年間務めた新内眞衣が「オールナイトニッポン0(ZERO)」枠に引き続いて務めた。新内は、2021年11月18日（17日深夜）の放送でグループから卒業を発表し、卒業セレモニー前夜の2022年2月10日（9日深夜）放送回が最後の出演であった。久保史緒里が2月17日（16日深夜）放送から2代目パーソナリティを務める。
初回から2020年3月26日（25日深夜）放送回までは、『新内眞衣のANN0』と同様に新内が1人で語りゲストの出演は不定期であった。2020年4月2日（1日深夜）放送から、新内をレギュラーパーソナリティに、週替わりパーソナリティとして乃木坂46メンバーが毎週1人出演する。新内から久保にパーソナリティが変わった後、ゲストは再び不定期出演となっている。
AKB48のANNから継続してSHOWROOMで、番組同時動画と番組直前スペシャルを配信する。『新内眞衣のANN0』は2018年3月までLINE LIVEで番組同時動画とアフタートークを配信し、新内の番組では1年ぶりに動画配信が再開された。
2022年3月18日、SHOWROOMで配信されている本番組の「直前生配信」と「同時生配信」が同年3月24日（23日深夜）放送回をもって終了することが発表された。

## 放送時間
- 木曜（水曜深夜）1時00分 - 3時00分

## 出演者

### レギュラーパーソナリティ
- 久保史緒里（2022年2月17日〈16日深夜〉- ） - 2代目レギュラーパーソナリティ[12]。

#### 過去
- 新内眞衣（2019年4月4日〈3日深夜〉- 2022年2月10日〈9日深夜〉） - 初代レギュラーパーソナリティ[13]。2014年4月からニッポン放送の関連企業に入社して「OL兼任アイドル」として活動したが、2018年3月末に退職して芸能活動に専念[14]。

### ゲスト

#### 乃木坂46
通常は生放送だが、18歳未満のメンバーが出演の際は事前録音で放送する。なお、高山一実の出演回は関連項目を参照。

#### その他
- 佐久間宣行 - 主にスペシャルウィーク週エンディングで、次枠の『佐久間宣行のオールナイトニッポン0(ZERO)』とクロストーク出演。
- 土生瑞穂、尾関梨香（欅坂46）、佐々木久美、松田好花（日向坂46）[注 6]
- 乃木坂46が2019年10月25日・26日に上海でライブを開催することから、10月24日（23日深夜）放送分に下記の卒業生が出演。
  - 伊藤かりん - メインパーソナリティ代行[123]。
  - 伊藤万理華
  - 衛藤美彩
  - 斉藤優里
  - 相楽伊織
  - 西野七瀬
  - 若月佑美
  - 能條愛未
  - 生駒里奈
  - 桜井玲香
- フワちゃん - 2021年4月1日（3月31日深夜）放送分[124]。
- 上柳昌彦 - 2021年11月18日（17日深夜）放送分[125][126]。
- 尾関梨香（櫻坂46）、松田好花（日向坂46）[127] - 2022年1月20日（19日深夜）放送分[127]。SHOWROOMの直前配信と同時生配信は放送上の都合で休止[128]。
- 松村沙友理 - 2022年2月3日（2日深夜）放送分[76][77]。
- 桜井玲香、深川麻衣 - 2022年2月10日（9日深夜）放送分[129]。
- 秋元康 - 2022年3月3日（2日深夜）放送分[130]。
- 菅井友香（櫻坂46） - 2022年11月3日（2日深夜）放送分[131]。
- サンドウィッチマン - 2023年6月15日（14日深夜）放送分[132]。
- 古田新太 - 2023年11月16日（15日深夜）放送分[133]。
- 有村架純 - 2024年2月29日（28日深夜）放送分[134]。
- 上田誠（ヨーロッパ企画） - 2024年3月21日（20日深夜）放送分[104]。
- Maynard、TAX（MONKEY MAJIK） - 2024年6月13日（12日深夜）放送分[135]。
- こもり校長（小森隼・GENERATIONS from EXILE TRIBE）-2025年1月9日（8日深夜）放送分[136]。
- 古田新太、上田誠（ヨーロッパ企画） - 2025年2月6日（5日深夜）放送分[137]。
- 長屋晴子(緑黄色社会) - 2025年2月20日(19日深夜)放送分[138]。
- 平祐奈、綱啓永、樋口幸平、阪元裕吾 - 2025年3月27日(26日深夜)放送分[139]。
- wacci - 2025年6月26日(25日深夜)放送分[140]。
- 藤森慎吾(オリエンタルラジオ) - 2025年8月28日(27日深夜)放送分[141]。

### 各コーナーの出演

#### はじめまして!! 乃木坂46 4期生です!
乃木坂46・4期生メンバーの事前収録したインタビューを放送。

#### 新内眞衣のひとりでできるもん!
乃木坂46・4期生のインタビューコーナー終了後に開始した。新内が自ら、乃木坂メンバーから選定して出演交渉し、ICレコーダーで録音したインタビューを報告するコーナーで、アイドルの乃木坂46の裏側を知ることができた。タイトル名は子供番組『ひとりでできるもん!』から採った。

#### はじめまして! 乃木坂46 新4期生です!
乃木坂46・新4期生メンバーの事前収録したインタビューを放送。

#### はじめまして! 乃木坂46 5期生です!
乃木坂46・5期生の事前収録したインタビューを放送。

#### はじめまして! 乃木坂46 6期生です!
乃木坂46・6期生の事前収録したインタビューを放送。

## コーナー
※2023年1月時点
テーマメール
テーマに沿ったメールを募集し、紹介する。
いづい
「いづい」という宮城弁に当てはまると思われる場面を募集し、それを聞いて久保が「いづい」か「いづくない」かを判定する。
堕落の懺悔室！人間失格!!
仕事が休みの日はベッドからほとんど出ない久保のような「人としてどうなのか？」「だらしないなぁ…」と自覚していることをカミングアウトする。
久保史緒里の…青春を浴びたい！
中学3年生で乃木坂46に加入したため、学校生活での青春に飢えている久保が、リスナーからの「いかにも青春っぽいエピソード」を聞いてにやにやしたり興奮したりしながら紹介し、それを明日からの仕事への活力にしていくというもの。
めざせマンガ化!!野球少女・ワシオ!!
久保によく似た野球好きな女の子、”鷲尾史保”の設定を考え、将来的には漫画化、アニメ化、実写化などのメディアミックスを狙うコーナー。なお、このコーナーとは別に、久保扮する鷲尾が登場して東北楽天ゴールデンイーグルス愛などを語る場面もある。
2024年1月18日（17日深夜）放送回で漫画化が決定し、2月16日発売の「ヤングガンガン」で『野球少女鷲尾＠comic 鷲尾さんは楽天的でいたい』（作画：松田遊、脚本：望公太）として連載スタート。
ほか

### 過去
※一部は「乃木坂46 新内眞衣のオールナイトニッポン0(ZERO)」から継続
2推しの心のデトックス! こういう女がいるいる女
妄想あいのり迷場面
埼玉未来日記
新内眞衣のひとりでできるもん!
僕らはみんなイキってる
うちら埼玉県立ギャル高校
自虐のケンミンSHOW
思春期男子は勘違い! 女子は惹かれる? キュンキュンチェック!：
今日も会話がスレ違いトンチンカンなひと言
ほか

### ラジオドラマ『監視員しおりは座らない』
「ルーヴル美術館展2023」が開催されることを記念したラジオドラマ。2023年3月2日（1日深夜）から当番組で8週連続で放送される。

#### 出演者
- 久保史緒里（乃木坂46）[154]
- 畠中祐[154]
- 安済知佳[154]
- 岩田光央[154]
- 伊藤かな恵[154]
- 小宮浩信（三四郎）[154]
- 仲村宗悟[154]
- 藤谷理子[154]

#### スタッフ
- 脚本：政池洋佑[155]
- 演出：河カタソウ[153]
- ディレクター：舟崎彩乃（ミックスゾーン）[153]
- プロデューサー：広屋佑規[153]
- 企画・制作：ノーミーツ、オールナイトニッポン[153]

## イベント
- 乃木坂46のオールナイトニッポン presents 久保史緒里の青春文化祭 in 横浜アリーナ（2025年1月25日）[156]

## テーマ曲・BGM
- オープニング：Herb Alpert & The Tijuana Brass「BITTERSWEET SAMBA」
- 2推しの心のデトックス! こういう女がいるいる女：どぶろっく「○○な女」、アテナ（CV：辻希美）「ここにいるぜぇ!」
- 妄想あいのり迷場面：Mi「未来の地図」
- 埼玉未来日記：はなわ「埼玉県のうた」
- はじめまして!! 乃木坂46 4期生です!：乃木坂46「キスの手裏剣」
- 新内眞衣のひとりでできるもん!：瀧本瞳「元気をチャージ!」
- 僕らはみんなイキってる：めざましテレビ All Cast「手のひらを太陽に」
- うちら埼玉県立ギャル高校：木村由姫「LOVE & JOY」
- 自虐のケンミンSHOW：B'z「IT'S SHOWTIME!!」
- はじめまして!! 乃木坂46 新4期生です!：乃木坂46「I see...」
- 思春期男子は勘違い! 女子は惹かれる? キュンキュンチェック!：Mrs. GREEN APPLE「青と夏」、Official髭男dism「I LOVE...」
- 今日も会話がスレ違いトンチンカンなひと言：相内恵、ヤング・フレッシュ「とんちんかんちん一休さん」、ゆず「LOVE & PEACH」
- いずい（いづい）：MONKEY MAJIK×サンドウィッチマン「ウマーベラス」、ゆず「ボサ箱根」
- 水曜どっちでしょう：樋口了一「1/6の夢旅人2002」
- 堕落の懺悔室! 人間失格!!：海援隊「人として」
- 久保史緒里の青春を浴びたい!：Little Glee Monster「好きだ。」
- めざせマンガ化!! 野球少女･ワシオ!!：センチメンタル・バス「Sunny Day Sunday」
  - 鷲尾のトーク時：狗鷲合唱団「羽ばたけ楽天イーグルス｣
- エンディング
  - dustbox「riot」（2019年4月7日 - 2022年2月10日）[注 15]
  - 乃木坂46「思い出ファースト」（2020年7月16日）[注 16]
  - 乃木坂46「Route 246」（2020年7月23日）[注 17]
  - 乃木坂46「乃木坂の詩」（2020年9月10日）[注 18]
  - 乃木坂46「ぐるぐるカーテン」（2020年10月22日）[注 19]
  - 乃木坂46「アナスターシャ」（2021年5月20日）[39]
  - 木村カエラ「Butterfly」（2021年6月17日）
  - マライア・キャリー「恋人たちのクリスマス」（2021年12月23日）
  - MONKEY MAJIK「虹色の魚」（2022年2月17日 - ）
  - 乃木坂46「羽根の記憶」（2022年3月3日）

### CMフィラー
いずれもROCK KIDSのカバー曲集「KIDS WILL ROCK YOU』から採用している。2020年5月20日から一部の放送局は放送していない。
現在
- ザ・アローズ「I Love Rock’n’Roll」
- フリー「All Right Now」
- クイーン「We Are The Champions」

2019年4月から2020年5月13日まで（SHOWROOMの映像配信のみ2022年3月23日まで）
- ザ・フー「My Generation」
- ザ・ローリングストーンズ「Satisfaction」
- テレフォン「Un Autre Monde」
- ビートルズ「Hey Jude」

## スタッフ
- ディレクター：大塚爽風
- 作家：石川昭人